# Bo Lundby Jæger
Bo Lundby Jæger (født 1964 i Odense) er en dansk komponist, organist og pianist.

## Uddannelse
Er uddannet på Det Fynske Musikkonservatorium og ved Det Kgl. Danske Musikkonservatorium med klaver som hovedfag hos docent Roslind Bevan og har efterfølgende studeret hos Christopher Elton ved Royal Academy of Music i London. Bo Lundby Jæger har endvidere modtaget undervisning i direktion hos Frans Rasmussen og i orgel hos Jens E. Christensen, og arbejder i dag både som repetitør/akkompagnatør, freelance organist og dirigent. Som komponist er han autodidakt og har primært skrevet værker for kammerbesætninger, ligesom vokale elementer ofte optræder. Han er medstifter af det internationalt anerkendte ensemble for ny musik FIGURA, som siden 1992 har givet utallige koncerter i ind- og udland, og til hvem han har skrevet flere værker.
Fra 1994 har han arbejdet som repetitør og akkompagnetør ved Den Anden Opera og Den Fynske Opera, og han var ansat på Den Jyske Opera som repetitør i perioden 2000-2001. Har desuden arbejdet som freelance organist fra 1997 med fastansættelse ved Høje Tåstrup Kirke fra juni 2006. Foråret 2003 – dirigent for Gladsaxe symfoniorkesters forårssæson. Foråret 2004 – Balletrepetitør ved Det Kongelige Teater. Bo Lundby Jægers kompositoriske produktion omfatter bl.a. orkesterværket AVATAR med uropførelse af Sønderjyllands Symfoniorkester i 1999 og operaen ORFEUS-REMIX på Den Fynske Opera med Kiki Brandt og Joachim Knopp i hovedrollerne, april 2007 og med liberetto af Morten Søndergaard. Hertil kommer uropførelser i bl.a. Roskilde Domkirke og Danmarks Radio. Medlem af Solistforeningen, Organistforeningen, Dansk Komponist Forening og Dansk Kapelmesterforening.

## Legater
Fra 2002 -2005 modtager af Statens Kunstfonds 3-årige arbejdslegat som komponist.